# Andrus Öövel

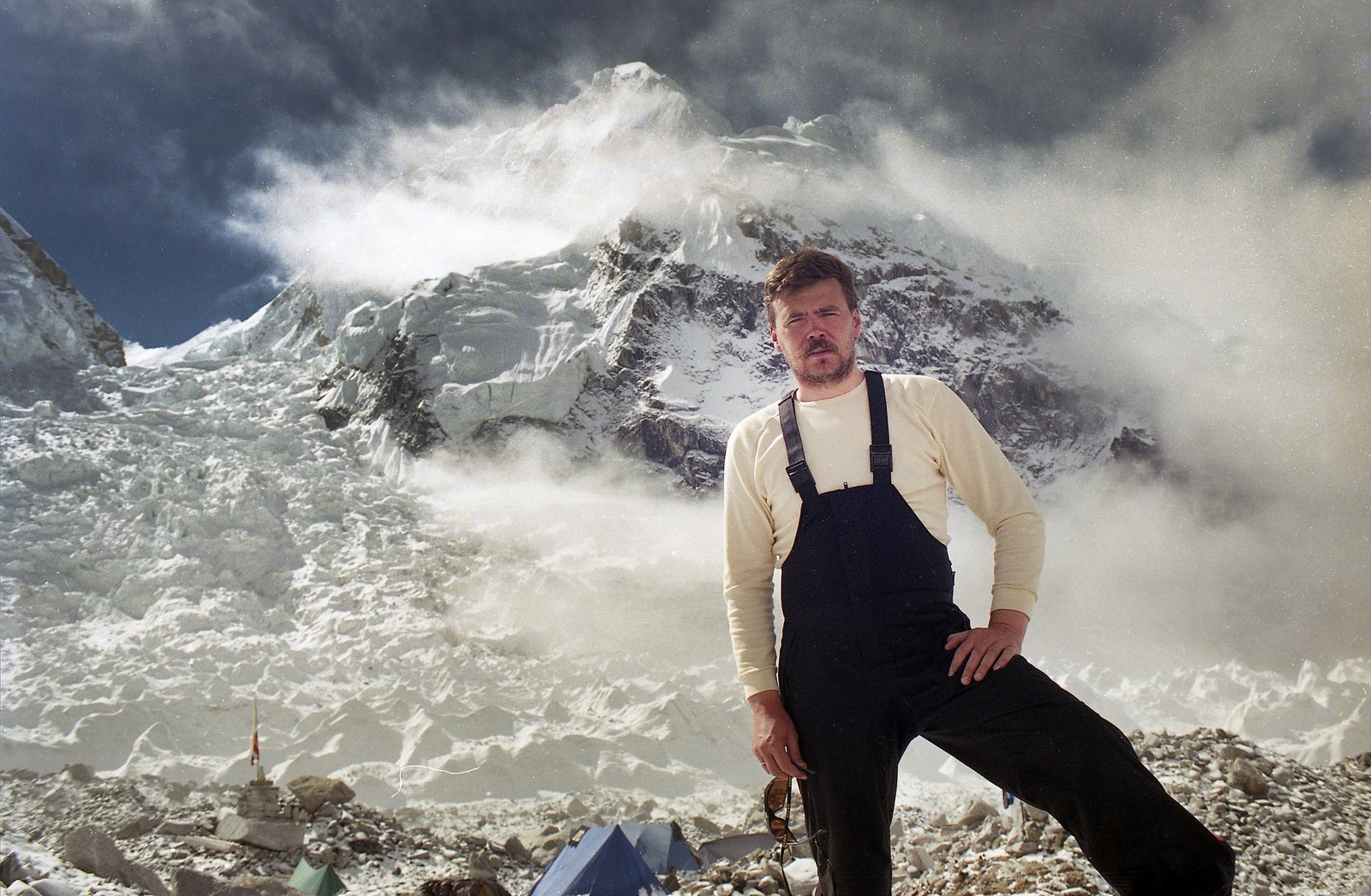
Andrus Öövel, 1998

Andrus Öövel (nascido em 17 de outubro de 1957, em Tallinn) é um remador e político estoniano. De 1995 a 1999 foi Ministro da Defesa. Também foi membro do VIII Riigikogu e um campeão de remo 24 vezes na RSS da Estónia entre 1974 e 1984.